# Harapan Baru (Mandau)
Harapan Baru is een bestuurslaag in het regentschap Bengkalis van de provincie Riau, Indonesië. Harapan Baru telt 7321 inwoners (volkstelling 2010).